# Obi-Wan Kenobi (serial telewizyjny)

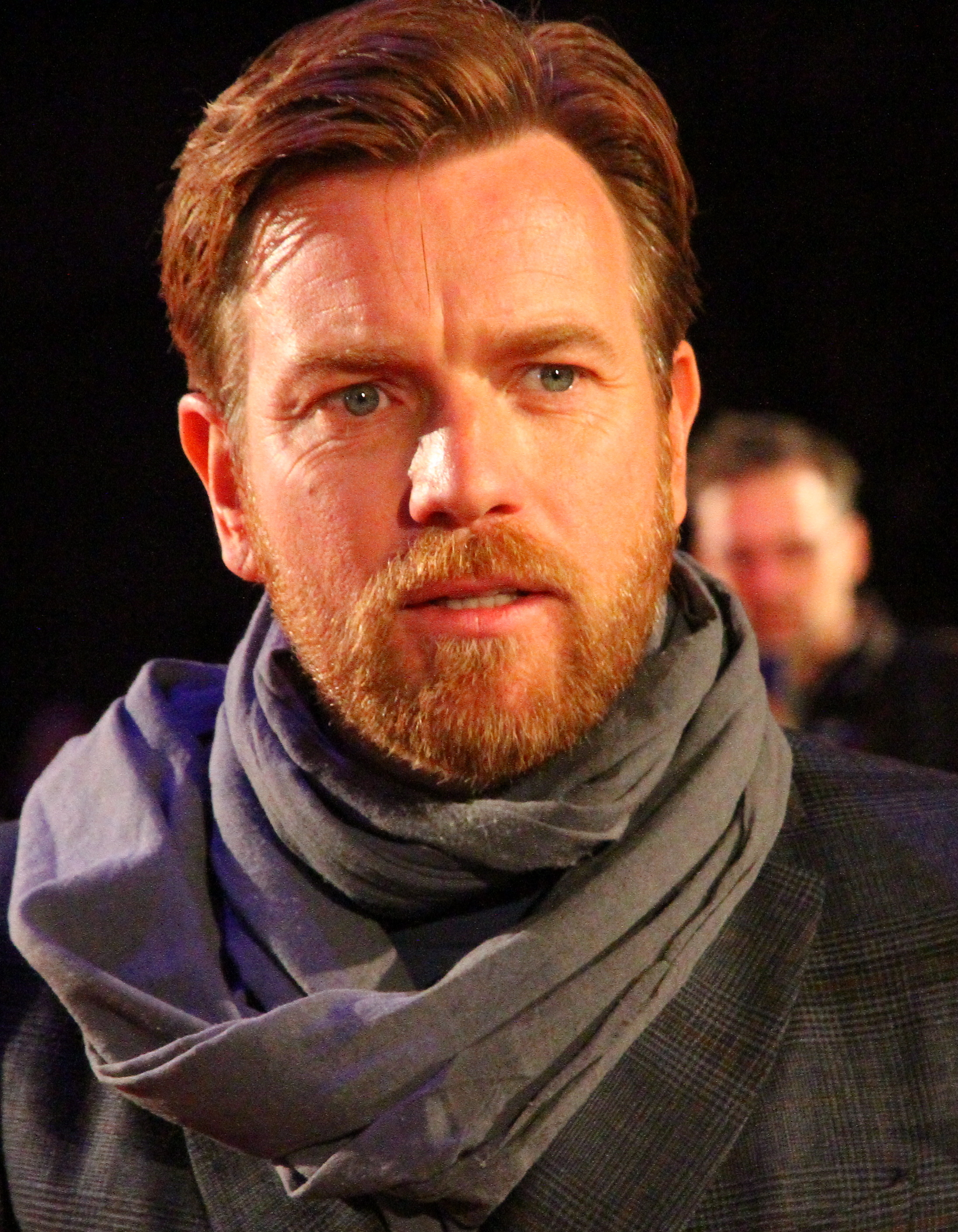
Ewan McGregor
(Obi-Wan Kenobi)

Obi-Wan Kenobi – amerykański serial telewizyjny osadzony w świecie Gwiezdnych wojen tworzony przez Joby’ego Harolda, który napisał także scenariusz. Za reżyserię odpowiada Deborah Chow. W tytułowej roli wystąpił Ewan McGregor – odtwórca roli Obi-Wana w trylogii prequeli sagi Gwiezdne wojny (1999–2005), a oprócz niego w serialu wystąpili także m.in.: Hayden Christensen, Joel Edgerton, Bonnie Piesse, Rupert Friend i Moses Ingram. Serial zadebiutował 27 maja 2022 roku na platformie Disney+.

## Fabuła
Akcja serialu rozgrywa się na 10 lat po wydarzeniach ukazanych w filmie Zemsta Sithów; w czasach panowania Imperium i wielkiej czystki Jedi. Serial skupia się na losach ocalałego z czystki mistrza Jedi – Obi-Wana Kenobiego. Ukrywający się na planecie Tatooine tytułowy bohater musi się zmierzyć ze swoją największą porażką – upadkiem swojego ucznia i najlepszego przyjaciela Anakina Skywalkera, który przeszedł na ciemną stronę Mocy przyczyniając się do upadku zakonu Jedi i stając się mrocznym lordem Sithów – Darthem Vaderem.

## Obsada
| Polski dubbing |
| - Tomasz Kot jako Obi-Wan Kenobi - Krzysztof Grabowski jako Owen Lars - Anna Wodzyńska jako Beru Lars - Andrzej Mastalerz jako Wielki Inkwizytor - Karolina Kalina-Bulcewicz jako Reva / Trzecia Siostra - Maciej Maciejewski jako Piąty Brat - Jakub Szydłowski jako Haja Estree - Monika Węgiel jako Czwarta Siostra - Wojciech Wysocki jako Bail Organa - Anna Terpiłowska jako Breha Organa - Lena Krawczyk jako Leia Organa |

### Główna
- Ewan McGregor jako Obi-Wan Kenobi, rycerz Jedi, który przetrwał rozkaz 66 i przebywa na wygnaniu na planecie Tatooine, obserwując młodego Luke’a Skywalkera[5].

### Drugoplanowa
- Hayden Christensen oraz James Earl Jones jako Anakin Skywalker / Darth Vader, ojciec Luke’a Skywalkera i były uczeń Obi-Wana, lord Sithów[5]. Christensen odgrywa fizycznie postać Vadera, natomiast głos podkłada mu Jones, który wcześniej uczynił to w filmach oryginalnej trylogii oraz w Zemście Sithów[6][7].
- Vivien Lyra Blair jako Leia Organa, siostra bliźniaczka Luke’a i księżniczka na Alderaanie[8].
- Moses Ingram jako Reva / Trzecia Siostra, inkwizytorka[9].
- Indira Varma jako Tala, oficer Imperium, współpracująca z Obi-Wanem[10].
- Joel Edgerton jako Owen Lars, rolnik mieszkający na Tatooine i wujek Luke’a[11].
- Bonnie Piesse jako Beru Lars, żona Owena i ciocia Luke’a[11].
- Rupert Friend jako Wielki Inkwizytor, najwyższy rangą inkwizytor w Imperium Galaktycznym[12].
- Sung Kang jako Piąty Brat, inkwizytor[13].
- Kumail Nanjiani jako Haja Estree, kanciarz, wmawiający ludziom, że jest rycerzem Jedi[14].
- Rya Kihlstedt jako Czwarta Siostra, inkwizytorka[15].
- Jimmy Smits jako senator Bail Organa, przybrany ojciec Leii i senator Alderaanu. Smits powtarza swoją rolę z trylogii prequeli[16].
- Simone Kessell jako Breha Organa, przybrana matka Leii i żona Baila Organy[17].
- Benny Safdie jako Nari, Jedi ukrywający się na Tatooine, który jako młodzieniec uciekł przed Rozkazem 66[18].
- Flea jako Vect Nokru, łowca nagród wynajęty, by porwać Leię Organę[18].
- Zach Braff jako Freck (głos), kierowca transportowy w imperialnej placówce wydobywczej na Mapuzo[19].
- O’Shea Jackson Jr. jako Roken, lider sieci The Path, który pomaga Jedi w ucieczce przed Imperium[20].
- Maya Erskine jako Sully, członkini sieci The Path, która pomaga Jedi w ucieczce przed Imperium[21].

### Gościnna
- Anthony Daniels jako C-3PO, droid stworzony przez Anakina Skywalkera[22].
- Temuera Morrison jako weteran oddziałów klonów[23].
- Grant Feely jako młody Luke Skywalker[24].
- Esther-Rose McGregor jako Tetha Grig, sprzedawczyni przypraw, którą Kenobi spotyka na ulicach Daiyu[25].
- Ming Qiu jako Minas Velti, rycerz Jedi, pojawiający się w retrospekcjach z wykonania Rozkazu 66[18].
- Dustin Ceithamer jako NED-B, droid[26].
- Ian McDiarmid jako Imperator Sheev Palpatine / Darth Sidious, mroczny Lord Sithów i mistrz Dartha Vadera[27].
- Liam Neeson jako Qui-Gon Jinn, były mistrz Obi-Wana; pojawia się jako duch mocy[27].

## Emisja
Pierwsze dwa odcinki seriali Obi-Wan Kenobi zadebiutowały w piątek 27 maja 2022 roku na platformie Disney+. Kolejne odcinki ukazywały się co środę, do 22 czerwca 2022.

## Lista odcinków
| Nr | Tytuł    | Reżyseria    | Scenariusz                                                  | Premiera (Disney+) |
| -- | -------- | ------------ | ----------------------------------------------------------- | ------------------ |
| 1  | Part I   | Deborah Chow | Stuart Beattie, Hossein Amini, Joby Harold                  | 27 maja 2022       |
| 2  | Part II  | Deborah Chow | Stuart Beattie, Hossein Amini, Joby Harold                  | 27 maja 2022       |
| 3  | Part III | Deborah Chow | Stuart Beattie, Hossein Amini, Joby Harold, Hannah Friedman | 1 czerwca 2022     |
| 4  | Part IV  | Deborah Chow | Joby Harold, Hannah Friedman                                | 8 czerwca 2022     |
| 5  | Part V   | Deborah Chow | Joby Harold, Andrew Stanton                                 | 15 czerwca 2022    |
| 6  | Part VI  | Deborah Chow | Joby Harold, Andrew Stanton, Hossein Amini                  | 22 czerwca 2022    |

## Produkcja

### Rozwój projektu
Podczas D23 Expo 2019 szefowa Lucasfilm Kathleen Kennedy wraz z Ewanem McGregorem ogłosili, że powstanie serial na platformę streamingową Disney+ o Obi-Wanie Kenobim, którego rolę ponownie ma zagrać McGregor. Poinformowano też, że scenariusz do niezatytułowanego serialu jest już gotowy, a zdjęcia mogą rozpocząć się w 2020. Wcześniej spekulowano, że Obi-Wan dostanie swój film zamiast serialu, jednak po kasowej porażce filmu Han Solo: Gwiezdne wojny – historie zrezygnowano ze wszystkich spin-offów i skupiono się na serialach.
27 września 2019 ogłoszono, że za reżyserię będzie odpowiadać Deborah Chow, która wcześniej wyreżyserowała początkowe odcinki serialu The Mandalorian, a za scenariusz Hossein Amini. Chow w wywiadzie dla „Hollywood Reporter” stwierdziła, że serial bardzo różni się od The Mandalorian. 24 października 2019 roku McGregor ujawnił, że serial będzie się składać z sześciu jedno-godzinnych odcinków.
23 stycznia 2020 roku Ewan McGregor poinformował, że prace na planie rozpoczną się w styczniu 2021. Kennedy była niezadowolona ze scenariusza, który był zbyt podobny do serialu The Mandalorian, w wyniku czego dotychczasowy scenarzysta – Hossein Amini – w styczniu 2021 zrezygnował z udziału w projekcie. W kwietniu tego samego roku doniesiono, że stanowisko scenarzysty zajął Joby Harold, któremu zlecono napisanie nowego scenariusza do serialu. Podczas premiery platformy Disney+ we Francji ogłoszono, że serial miałby zadebiutować w 2022 roku, jednak od tego czasu tej informacji nie potwierdzono. W październiku 2020 ogłoszono, że prace na planie zostały przesunięte na marzec 2021 z powodu pandemii COVID-19. W grudniu 2020 potwierdzono, że akcja serialu będzie się działa między wydarzeniami z Zemsty Sithów a Nowej nadziei. Na początku lutego 2021 McGregor ujawnił, że zdjęcia rozpoczną się wiosną, a plan zdjęciowy umiejscowiony będzie w Los Angeles. W marcu 2021 ogłoszono, że zdjęcia do serialu ruszą na początku kwietnia 2021.

### Casting
W sierpniu 2019, wraz z ogłoszeniem serialu podczas D23 potwierdzono, że Ewan McGregor powtórzy swoją rolę Kenobiego z trylogii prequeli. Początkowo ogłoszono także, że Ray Park ponownie wcieli się w rolę Dartha Maula i że obsadzono rolę młodego Luke’a Skywalkera, jednak obaj aktorzy zrezygnowali po tym, jak Maul został usunięty z nowych scenariuszy, a produkcja opóźniona.
W grudniu 2020 Kathleen Kennedy poinformowała, że Hayden Christensen ponownie wystąpi jako Anakin Skywalker / Darth Vader. Chow spotkała się z Christensenem na jego farmie w Kanadzie pod koniec 2019 roku, aby osobiście przekazać mu scenariusz. Pojawiły się również plotki o tym, że James Earl Jones również wystąpi jako Darth Vader, co zostało potwierdzone dopiero 1 czerwca, wraz z premierą trzeciego odcinka. W marcu 2021 roku do obsady dołączyli Moses Ingram, Kumail Nanjiani, Indira Varma, Rupert Friend, O’Shea Jackson Jr, Sung Kang, Simone Kessell i Benny Safdie. Ujawniono też, że Joel Edgerton i Bonnie Piesse powtórzą swoje role jako Owen Lars i Beru Lars z trylogii prequeli. W kwietniu 2021 zdradzono, że do obsady dołączyła Maya Erskine. W styczniu 2022 ujawniono, że w  serialu wystąpi także Rory Ross.
W marcu 2022 ujawniono, że Ingram, Friend i Kang wcielą się odpowiednio w inkwizytorów: Revę / Trzecią Siostrę, Wielkiego Inkwizytora i Piątego Brata. Wielki Inkwizytor i Piąty Brat pojawili się wcześniej w serialu Star Wars: Rebelianci, a ich głos podkładali odpowiednio Jason Isaacs i Philip Anthony-Rodriguez. Isaacs wcześniej wyraził chęć powtórzenia swojej roli w produkcji live-action. Potwierdzono, że Varma zagra oficera Imperium, a Grant Feely został obsadzony jako nowy odtwórca roli młodego Luke’a Skywalkera. Podczas premiery serialu w maju 2022 okazało się, że Jimmy Smits powtarza swoją rolę jako senator Bail Organa. Kessell wciela się w jego żonę, królową Brehę, zastępując Rebeccę Jackson Mendozę, która na krótko zagrała tę postać w Zemście Sithów. Ujawniono także, że w roli młodej Leii Organy obsadzona została Vivien Lyra Blair.

### Zdjęcia
Prace na planie rozpoczęły się w kwietniu 2021 w Los Angeles pod roboczym tytułem Pilgrim, a 4 maja poinformowano, że zdjęcia do serialu są w trakcie kręcenia, co 11 maja podczas wywiadu potwierdził McGregor. Odpowiadał za nie Chung-hoon Chung. Podczas produkcji wykorzystywana ma być technologia StageCraft, służąca do generowania wirtualnego otoczenia, której użyto podczas produkcji seriali The Mandalorian oraz Księga Boby Fetta. 19 września 2021 McGregor potwierdził, że zdjęcia do serialu zostały zakończone.

## Muzyka

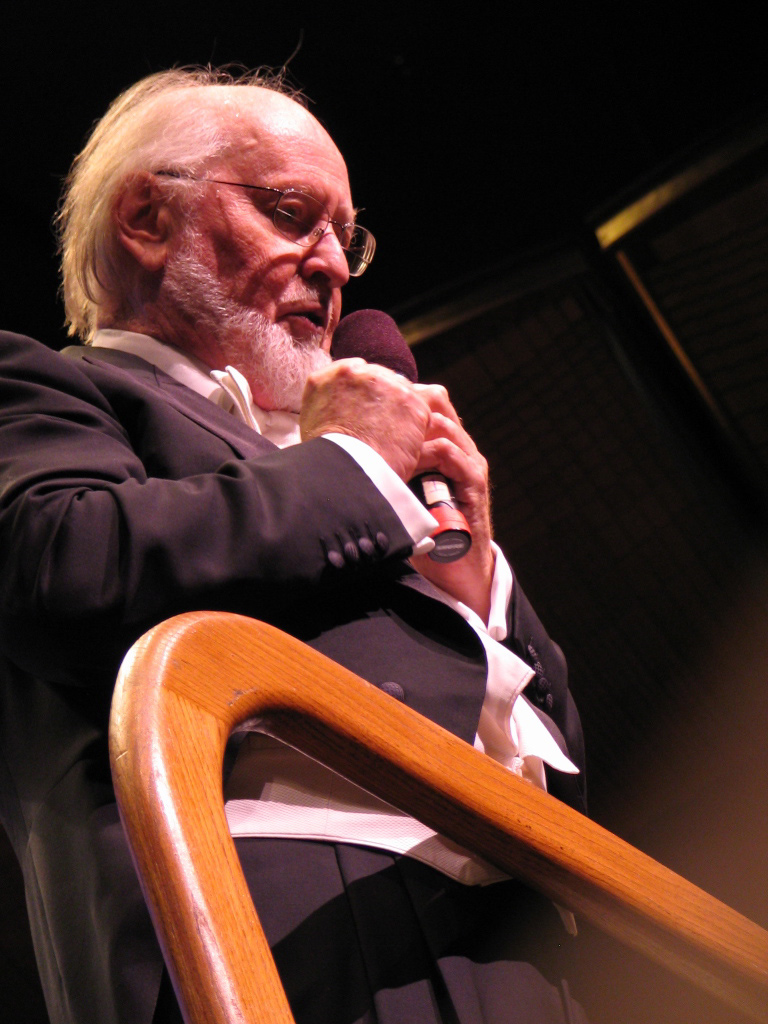
John Williams (twórca motywu do serialu)

Do skomponowania ścieżki dźwiękowej zatrudniona została Natalie Holt, co uczyniło ją pierwszą kobietą, która napisała muzykę do produkcji ze świata Gwiezdnych wojen. Nagrania trwały podobno przez kilka miesięcy aż do połowy lutego 2022 roku, kiedy to John Williams wraz z orkiestrą nagrał główny temat do serialu. Williams wcześniej skomponował muzykę do wszystkich filmów o Gwiezdnych wojnach. Kompozytor sam zwrócił się do Kennedy z prośbą o możliwość napisania nowego tematu dla serialu, ponieważ Kenobi był jedyną główną postacią z oryginalnych filmów, dla której nie napisał motywu. Była to druga produkcja we franczyzie, dla której Williams napisał temat, ale nie był głównym kompozytorem (po Han Solo: Gwiezdne wojny – historie) oraz pierwszy serial telewizyjny, dla którego napisał motyw od czasu Niesamowitych historii z 1985.
Holt opracowała tematy dla nowych postaci i napisała oryginalną partyturę, która według niej miała bardziej wpasowywała się w klimat Gwiezdnych wojen, niż muzyka Ludwiga Göranssona do The Mandalorian. Ścieżka dźwiękowa została nagrana wraz z orkiestrą w Los Angeles w Fox Studios Newman Scoring Stage. Dodano także dźwięki syntezatorów oraz śpiew, altówkę i skrzypce. Holt użyła również rogu myśliwskiego i nietypowych instrumentów perkusyjnych (na których grał Brian Kilgore) aby stworzyć dźwięk Inkwizytorów. Pracę nad muzyką do serialu zakończyła pod koniec kwietnia 2022.

## Marketing
Pierwszy zwiastun został opublikowany 9 marca 2022 roku, a drugi – 4 maja 2022, czyli w Dzień Gwiezdnych wojen.

## Odbiór

### Oglądalność
Studio Disney ujawniło, że w weekend otwarcia Obi-Wan Kenobi był najchętniej oglądanym serialem w serwisie streamingowym. Według Samba TV, w dniach 27-30 maja pierwszy odcinek był oglądany w 2,14 mln amerykańskich gospodarstw domowych, wyprzedzając premiery drugiego sezonu The Mandalorian (2,08 mln) i Księgi Boby Fetta (1,5 mln).

### Reakcje krytyków
Serial spotkał się z pozytywną reakcją krytyków. W serwisie Rotten Tomatoes 82% z 352 recenzji uznano za pozytywne. Na portalu Metacritic średnia ważona ocen z 19 recenzji wyniosła 73 punkty na 100.